# Mohamed Zoghbi
Mohamed Zoghbi, né le 23 janvier 1981, est un lutteur algérien pratiquant la lutte gréco-romaine.

## Carrière
Mohamed Zoghbi est médaillé d'or aux Championnats d'Afrique 2001 à El Jadida dans la catégorie des moins de 58 kg, médaillé de bronze aux Championnats d'Afrique 2003 au Caire dans la catégorie des moins de 60 kg ainsi qu'aux Jeux africains de 2003 à Abuja dans la catégorie des moins de 55 kg, aux Championnats d'Afrique 2004 au Caire dans la catégorie des moins de 60 kg et aux Championnats d'Afrique 2006 à Pretoria dans la catégorie des moins de 55 kg.
Il est ensuite médaillé d'or aux Jeux africains de 2007 à Alger dans la catégorie des moins de 60 kg et médaillé d'argent aux Championnats d'Afrique 2008 à Tunis dans la catégorie des moins de 60 kg.